# Los Corchos
Los Corchos ist eine Ortschaft in Uruguay.

## Geographie
Sie befindet sich auf dem Gebiet des Departamento Maldonado in dessen Sektor 1 nördlich von Punta Ballena und grenzt an das Arboretum Lussich an.

## Einwohner
Los Corchos hatte bei der Volkszählung 2011 24 Einwohner, davon 16 männliche und acht weibliche.
| Jahr | Einwohner |
| ---- | --------- |
| 1963 | –         |
| 1975 | –         |
| 1985 | –         |
| 1996 | 59        |
| 2004 | 55        |
| 2011 | 24        |

Quelle: Instituto Nacional de Estadística de Uruguay